# Куененг
Куененг (англ. Kueneng) — одна з місцевих громад, що розташована в районі Береа, Лесото. Населення місцевої ради у 2006 році становило 21 887 осіб.